# Jasmine Rivest
Jasmine Rivest (* 28. September 2001 in Montreal) ist eine kanadische Volleyballspielerin.

## Karriere
Rivest begann ihre Karriere an der St. Peter Catholic High School. Von 2019 bis 2021 studierte sie an der Ryerson University und spielte in der Universitätsmannschaft. Dann wechselte die Außenangreiferin zur Coastal Carolina University. In der Saison 2023/24 wurde sie Topscorerin und MVP der Saison. Nach ihrem Studium wurde Rivest 2024 vom deutschen Bundesligisten Ladies in Black Aachen verpflichtet.